# Children's Park
Le Children's Park est un parc public situé le long de la promenade Martin Luther King Jr. (en) à San Diego, Californie, aux États-Unis. 
Il a été conçu par l'architecte paysagiste Peter Walker et a été achevé en août 1996.